# الثنائي المدهش
الثنائي المدهش (مخمخ ومشمش) مسلسل كرتوني أمريكي يحكي قصة الثائي المدهش مخمخ (الكلب) ومشمش (القط).

## الشخصيات
- مخمخ . قام بالدور الفنان رأفت فهيم
- مشمش . قام بالدور الفنان بدر الدين جمجوم
- السكرتيرة . قام بالدور الفنانة رباب

بالاشتراك مع :
- أحمد الحريري
- يسرية الحكيم
- سيد عزمي
- رقية أحمد
- أسامة عبد الجواد
- فاطمة الكاشف

## روابط خارجية
- الثنائي المدهش على موقع IMDb (الإنجليزية)
- الثنائي المدهش على موقع قاعدة بيانات الفيلم (الإنجليزية)